# Carex jeanpertii
Espèce
Classification phylogénétique
Carex jeanpertii est une espèce des plantes du genre Carex et de la famille des Cyperaceae.